# Kiev Capitals
Die Kiev Capitals sind eine American-Football-Mannschaft aus dem ukrainischen Kiew. Sie entstanden 2018 aus der Fusion der Kiev Bandits, der Kiev Bulldogs und der Kiev Rebels.

## Vorgängervereine

### Kiev Bandits
Die Kiev Bandits wurden 2008 als Kiew Vityaz gegründet, 2011 in Kiew Jets und 2012 in Kiew Bandits umbenannt. Sie wurden 2013 und 2014 ukrainischer Meister.

### Kiev Bulldogs
Die Kiev Bulldogs spielten von 2014 bis 2017 in den höchsten ukrainischen Ligen NFAFU Viša Liga bzw. ULAF Divizion A.

### Kiev Rebels
Die Kiev Rebels wurden 2016 gegründet. Sie spielten 2017 in der Divizion B und im Monte Clark Cup, wo sie den dritten Platz erreichten.

## Geschichte
Die Capitals starteten 2018 im Monte Clark Cup, einer Liga für nordosteuropäische Mannschaften. Die Capitals zogen ins Finale ein, wo sie den Moscow Spartans mit 24:44 unterlagen.
Ab 2019 spielten die Capitals erstmals in der ukrainischen ULAF Superleague. In der ersten Saison legten die Capitals eine perfekte Saison hin und besiegten im Finale die Kiev Patriots mit 21:49. Wegen der COVID-19-Pandemie wurde die Superleaguesaison 2020 abgesagt. Wie die meisten Superleague-Mannschaften spielten die Capitals in der ULAF League One (Neun-Mann-Football), die mit einem 20:6 im Finale gegen die Kharkiv Atlantes gewannen. Die ULAF-Superleague-Saison 2021 schlossen die Capital erneut in einer perfekten Saison mit einem 28:14-Finalsieg gegen die Lviv Lions als ukrainischer Meister ab. Die zweite Mannschaft gewann 2021 die ULAF League7 (Sieben-Mann-Football).
Ebenfalls 2019 starteten die Capitals in der ungarischen HFL teil und zogen in den Hungarian Bowl ein. Dort unterlagen sie den Fehérvár Enthroners mit 12:14. Die geplante HFL-Saison 2020 entfiel wegen der Covid-19-Pandemie.
Wegen des Russischen Überfalls auf die Ukraine 2022 stellte die Mannschaft vorerst den Spielbetrieb ein.